# Nephtys sukumoensis
Nephtys sukumoensis är en ringmaskart som beskrevs av Kitamori 1960. Nephtys sukumoensis ingår i släktet Nephtys och familjen Nephtyidae. Inga underarter finns listade i Catalogue of Life.